# Atleti Olimpici dalla Russia ai XXIII Giochi olimpici invernali
Atleti Olimpici dalla Russia è la designazione formale degli atleti di nazionalità russa che sono stati autorizzati a competere nei XXIII Giochi olimpici invernali, che si sono svolti dal 9 al 28 febbraio 2018 nella Contea di Pyeongchang in Corea del Sud, sotto la bandiera olimpica.
Il 5 dicembre 2017 il Comitato Olimpico Internazionale ha annunciato la sospensione con effetto immediato del Comitato Olimpico Russo. La decisione è maturata a seguito delle scoperte riguardo al doping di Stato della commissione presieduta da Samuel Schmid.

## Antefatti
A seguito dello scandalo doping che ha coinvolto la Russia e successivamente alla pubblicazione dei due rapporti da parte di Richard McLaren per conto dell'Agenzia mondiale antidoping il Comitato Olimpico Internazionale istituì una commissione disciplinare presieduta da Samuel Schmid volta a valutare l'effettiva diffusione di un fraudolento sistema di somministrazione di sostanze dopanti e di copertura dei risultati ai test antidoping in favore degli atleti russi. Questa commissione, con un rapporto reso pubblico il 2 dicembre 2017, corroborò tutte le accuse in carico alla federazione russa e conseguentemente la commissione esecutiva del CIO approvò una serie decisioni in vista dell'imminente edizione dei Giochi di Pyeongchang 2018; tra queste la sospensione del Comitato Olimpico Russo e l'invito a disputare i Giochi ai soli atleti ritenuti estranei allo scandalo doping, che gareggeranno dunque sotto le insegne olimpiche e col nome di "Atleti Olimpici dalla Russia".
Per scegliere quali atleti prenderanno parte alle Olimpiadi il CIO ha fatto stilare al Comitato Olimpico Russo una lista di nomi di coloro che sono considerati possibili candidati a partecipare ai Giochi, questi sono stati valutati dalla commissione Invitation Review Panel che ha vagliato le singole posizioni raccogliendo tutte le informazioni necessarie circa gli atleti, anche sentendo WADA, Doping-Free Sport Unit, federazioni internazionali di riferimento e comitato organizzatore dei Giochi; successivamente la decisione finale è stata presa dalla Olympic Athlete from Russia Implementation Group, una seconda commissione che potrà solo depennare nomi dalla lista fornita, ma non aggiungerne. Il tutto si doveva concludere entro il termine ultimo del 28 gennaio 2018.
Di questa prima lista, in cui comparivano 500 nominativi, ben 111 sono stati stralciati dalla Invitation Review Panel: oltre a tutti quelli ritenuti colpevoli dalla commissione Oswald che aveva avuto il compito di ricontrollare i responsi dei test antidoping ed investigare sui risultati ottenuti dagli atleti ai precedenti Giochi di Soči 2014. Non sono stati considerati eleggibili atleti di primissimo piano quali il pattinatore di short track Viktor An, il biatleta Anton Šipulin e il fondista Sergej Ustjugov.
Dei 389 nominativi rimasti la Olympic Athlete from Russia Implementation Group ha successivamente deciso di portare ai Giochi 169 atleti che hanno partecipato a tutte le 15 discipline presenti a Pyeongchang 2018.

## Medaglie
| Riepilogo quotidiano | Riepilogo quotidiano | Riepilogo quotidiano | Riepilogo quotidiano | Riepilogo quotidiano | Riepilogo quotidiano |
| -------------------- | -------------------- | -------------------- | -------------------- | -------------------- | -------------------- |
| Giorno               | Data                 |                      |                      |                      | Totale               |
| 1º                   | 10                   | 0                    | 0                    | 1                    | 1                    |
| 2º                   | 11                   | 0                    | 0                    | 0                    | 0                    |
| 3º                   | 12                   | 0                    | 1                    | 0                    | 1                    |
| 4º                   | 13                   | 0                    | 0                    | 2                    | 3                    |
| 5º                   | 14                   | 0                    | 0                    | 0                    | 0                    |
| 6º                   | 15                   | 0                    | 0                    | 0                    | 0                    |
| 7º                   | 16                   | 0                    | 1                    | 2                    | 3                    |
| 8º                   | 17                   | 0                    | 0                    | 1                    | 1                    |
| 9º                   | 18                   | 0                    | 1                    | 1                    | 2                    |
| 10º                  | 19                   | 0                    | 0                    | 0                    | 0                    |
| 11º                  | 20                   | 0                    | 0                    | 0                    | 0                    |
| 12º                  | 21                   | 0                    | 1                    | 1                    | 2                    |
| 13º                  | 22                   | 0                    | 0                    | 0                    | 0                    |
| 14º                  | 23                   | 1                    | 1                    | 0                    | 2                    |
| 15º                  | 24                   | 0                    | 1                    | 1                    | 2                    |
| 16º                  | 25                   | 1                    | 0                    | 0                    | 1                    |
| Totale               | Totale               | 2                    | 6                    | 9                    | 17                   |

### Medagliere per discipline
| Sport                   | Oro | Argento | Bronzo | Totale |
| ----------------------- | --- | ------- | ------ | ------ |
| Pattinaggio di figura   | 1   | 2       | 0      | 3      |
| Short track             | 0   | 0       | 1      | 1      |
| Sci di fondo            | 0   | 3       | 5      | 8      |
| Skeleton                | 0   | 1       | 0      | 1      |
| Pattinaggio di velocità | 0   | 0       | 1      | 1      |
| Freestyle               | 0   | 0       | 2      | 2      |
| Hockey su ghiaccio      | 1   | 0       | 0      | 1      |
| Totale                  | 2   | 6       | 9      | 17     |

### Medaglie d'oro
| Medaglia | Nome                         | Sport                 | Evento            |
| -------- | ---------------------------- | --------------------- | ----------------- |
| Oro      | Alina Zagitova               | Pattinaggio di figura | Singolo femminile |
| Oro      | Atleti Olimpici dalla Russia | Hockey su ghiaccio    | Torneo maschile   |

### Medaglie d'argento
| Medaglia | Nome | Sport                 | Evento                       |
| -------- | --- | --------------------- | ---------------------------- |
| Argento  | Michail Koljada Evgenija Tarasova / Vladimir Morozov Ekaterina Bobrova / Dmitrij Solov'ëv Evgenija Medvedeva Natal'ja Zabijako / Aleksandr Ėnbert Alina Zagitova | Pattinaggio di figura | Gara a squadre               |
| Argento  | Nikita Tregubov | Skeleton              | Singolo maschile             |
| Argento  | Andrej Lar'kov Aleksandr Bol'šunov Aleksej Červotkin Denis Spicov                                                                                                | Sci di fondo          | Staffetta 4 × 10 km maschile |
| Argento  | Denis Spicov Aleksandr Bol'šunov | Sci di fondo          | Sprint a squadre maschile    |
| Argento  | Evgenija Medvedeva | Pattinaggio di figura | Singolo femminile            |
| Argento  | Aleksandr Bol'šunov | Sci di fondo          | 50 km maschile               |

### Medaglie di bronzo
| Medaglia | Nome                                                                    | Sport                   | Evento                       |
| -------- | ----------------------------------------------------------------------- | ----------------------- | ---------------------------- |
| Bronzo   | Semën Elistratov                                                        | Short track             | 1500 m maschile              |
| Bronzo   | Aleksandr Bol'šunov                                                     | Sci di fondo            | Sprint maschile              |
| Bronzo   | Julija Belorukova                                                       | Sci di fondo            | Sprint femminile             |
| Bronzo   | Denis Spicov                                                            | Sci di fondo            | 15 km maschile               |
| Bronzo   | Natal'ja Voronina                                                       | Pattinaggio di velocità | 5000 m femminile             |
| Bronzo   | Natal'ja Neprjaeva Julija Belorukova Anastasija Sedova Anna Nečaevskaja | Sci di fondo            | Staffetta 4 × 5 km femminile |
| Bronzo   | Il'ja Burov                                                             | Freestyle               | Salti maschile               |
| Bronzo   | Sergej Ridzik                                                           | Freestyle               | Ski cross maschile           |
| Bronzo   | Andrej Lar'kov                                                          | Sci di fondo            | 50 km maschile               |

## Biathlon

### Maschile
La Russia aveva diritto a schierare 6 atleti per aver raggiunto una tra le prime cinque posizioni del ranking maschile per nazioni della Coppa del Mondo di biathlon 2017. Dopo la revisione della Commissione del CIO poté schierare solo 2 atleti.
| Gara                 | Atleta         | Penalità    | Tempo d'arrivo | Posizione |
| -------------------- | -------------- | ----------- | -------------- | --------- |
| 10 km sprint         | Anton Babikov  | 4 (3+1)     | 25'48"5        | 57º       |
| 10 km sprint         | Matvej Eliseev | 5 (3+2)     | 26'59"3        | 83º       |
| 12,5 km inseguimento | Anton Babikov  | 4 (1+1+2+0) | 37'21"8        | 40º       |
| 20 km individuale    | Anton Babikov  | 1 (0+0+1+0) | 50'08"8        | 16º       |
| 20 km individuale    | Matvej Eliseev | 3 (0+2+0+1) | 51'07"1        | 28º       |

### Femminile
La Russia aveva diritto a schierare 5 atlete per aver raggiunto una tra la sesta e la ventesima posizione del ranking femminile per nazioni della Coppa del Mondo di biathlon 2017. Dopo la revisione della Commissione del CIO potrà schierare solo 2 atlete.
| Gara                      | Atleta           | Penalità    | Tempo d'arrivo | Posizione |
| ------------------------- | ---------------- | ----------- | -------------- | --------- |
| 7,5 km sprint             | Tat'jana Akimova | 0 (0+0)     | 22'24"2        | 20ª       |
| 7,5 km sprint             | Ul'jana Kajševa  | 2 (1+1)     | 22'58"5        | 33ª       |
| 10 km inseguimento        | Tat'jana Akimova | 4 (1+1+0+2) | 33'50"8        | 31ª       |
| 10 km inseguimento        | Ul'jana Kajševa  | 5 (0+2+2+1) | 36'33"6        | 52ª       |
| 15 km individuale         | Tat'jana Akimova | 2 (0+1+0+1) | 44'17"6        | 15ª       |
| 15 km individuale         | Ul'jana Kajševa  | 2 (0+2+0+0) | 44'47"9        | 24ª       |
| 12,5 km partenza in linea | Tat'jana Akimova | 6 (0+0+5+1) | 41'32"4        | 30ª       |

### Gare miste
| Gara                            | Atleti                                                        | Penalità  | Tempo d'arrivo | Posizione |
| ------------------------------- | ------------------------------------------------------------- | --------- | -------------- | --------- |
| Staffetta 2 × 6 km + 2 × 7,5 km | Ul'jana Kajševa Tat'jana Akimova Anton Babikov Matvej Eliseev | 10 (0+10) | 1h10'49"1      | 9         |

## Bob
La Russia aveva qualificato nel bob due equipaggi per disciplina. Successivamente il comitato russo, in seguito alle decisioni prese dalla commissione del CIO che ebbe il compito di formare la squadra per i Giochi, rinunciò a portare una compagine nella gara a quattro e schierò un totale di dieci atleti, di cui sei uomini e quattro donne.

Il 24 febbraio il Tribunale Arbitrale dello Sport ha squalificato l'equipaggio composto da Nadežda Sergeeva e Anastasija Kočeržova in quanto la Sergeeva è stata trovata positiva alla trimetazidina durante un controllo antidoping.
| Gara                   | Equipaggio                                                         | 1ª manche | 2ª manche | 3ª manche | 4ª manche       | Totale  | Posizione |
| ---------------------- | ------------------------------------------------------------------ | --------- | --------- | --------- | --------------- | ------- | --------- |
| Bob a due femminile    | Aleksandra Rodionova Julija Belomestnych                           | 51"29     | 51"47     | 51"41     | 51"55           | 3'25"72 | 16        |
| Bob a due femminile    | Nadežda Sergeeva Anastasija Kočeržova                              | DQB       | DQB       | DQB       | DQB             | DQB     | DQB       |
| Bob a due maschile     | Maksim Andrianov Ruslan Samitov                                    | 50"27     | 50"58     | 49"98     | non qualificati | 2'30"83 | 28        |
| Bob a due maschile     | Aleksej Stul'nev Vasilij Kondratenko                               | 49"77     | 49"99     | 49"74     | 49"87           | 3'19"37 | 20        |
| Bob a quattro maschile | Maksim Andrianov Aleksej Zajcev Vasilij Kondratenko Ruslan Samitov | 49"43     | 49"39     | 49"56     | 49"56           | 3'17"94 | 15        |

(*) Jurij Selichov era presente ma non ha partecipato alle competizioni.

## Combinata nordica
La Russia aveva qualificato nella combinata nordica un totale di due atleti. ma decise di portarne soltanto uno.
| Gara               | Atleta        | Salto     | Salto | Salto     | Fondo   | Fondo            | Posizione |
| Gara               | Atleta        | Lunghezza | Punti | Posizione | Tempo   | Tempo + distacco | Posizione |
| ------------------ | ------------- | --------- | ----- | --------- | ------- | ---------------- | --------- |
| Trampolino normale | Ernest Jachin | 96,0 m    | 96,7  | 21º       | 26'18"3 | 28'34"3          | 38º       |
| Trampolino lungo   | Ernest Jachin | 127,5 m   | 114,1 | 15º       | 25'56"1 | 27'35"1          | 35º       |

## Curling

### Torneo femminile
La Russia ha diritto a partecipare al torneo femminile di curling per aver raggiunto una tra le prime sette posizioni nel ranking per la qualificazione alle Olimpiadi..
| Atleti Olimpici dalla Russia Skip: Viktorija Moiseeva Third: Ul'jana Vasil'eva Second: Galina Arsen'kina Lead: Julija Guziëva Alternate: Julija Portunova |
| --- |

#### Robin round
Risultati
| Sessione | Squadre                      | Finale | 1 | 2 | 3 | 4 | 5 | 6 | 7 | 8 | 9 | 10 | 11   |
| -------- | ---------------------------- | ------ | - | - | - | - | - | - | - | - | - | -- | ---- |
| 1        | Atleti Olimpici dalla Russia | 3      | 0 | 1 | 0 | 0 | 2 | 0 | 0 | X | X | X  | N.D. |
| 1        | Gran Bretagna                | 10     | 3 | 0 | 2 | 1 | 0 | 0 | 4 | X | X | X  | N.D. |
| 2        | Cina                         | 6      | 0 | 2 | 1 | 0 | 0 | 1 | 0 | 2 | 0 | 0  | 0    |
| 2        | Atleti Olimpici dalla Russia | 7      | 1 | 0 | 0 | 2 | 0 | 0 | 1 | 0 | 0 | 2  | 1    |
| 3        | Svezia                       | 5      | 0 | 0 | 0 | 0 | 1 | 0 | 1 | 0 | 2 | 0  | 1    |
| 3        | Atleti Olimpici dalla Russia | 4      | 0 | 0 | 0 | 1 | 0 | 1 | 0 | 1 | 0 | 1  | 0    |
| 4        | Atleti Olimpici dalla Russia | 6      | 0 | 2 | 0 | 0 | 1 | 1 | 0 | 1 | 0 | 1  | 0    |
| 4        | Stati Uniti                  | 7      | 1 | 0 | 2 | 1 | 0 | 0 | 1 | 0 | 1 | 0  | 1    |
| 5        | Giappone                     | 5      | 1 | 0 | 2 | 0 | 1 | 0 | 0 | 1 | 0 | X  | N.D. |
| 5        | Atleti Olimpici dalla Russia | 10     | 0 | 2 | 0 | 2 | 0 | 1 | 3 | 0 | 2 | X  | N.D. |
| 6        | Atleti Olimpici dalla Russia | 2      | 0 | 1 | 0 | 0 | 0 | 1 | 0 | X | X | X  | N.D. |
| 6        | Svizzera                     | 11     | 0 | 0 | 3 | 2 | 2 | 0 | 4 | X | X | X  | N.D. |
| 7        | Danimarca                    | 7      | 0 | 0 | 0 | 2 | 0 | 2 | 0 | 0 | 3 | 0  | N.D. |
| 7        | Atleti Olimpici dalla Russia | 8      | 0 | 1 | 1 | 0 | 3 | 0 | 1 | 1 | 0 | 1  | N.D. |
| 8        | Corea del Sud                | 11     | 3 | 3 | 3 | 0 | 2 | 0 | X | X | X | X  | N.D. |
| 8        | Atleti Olimpici dalla Russia | 2      | 0 | 0 | 0 | 1 | 0 | 1 | X | X | X | X  | N.D. |
| 9        | Atleti Olimpici dalla Russia | 8      | 4 | 0 | 1 | 0 | 0 | 0 | 2 | 1 | 0 | 0  | N.D. |
| 9        | Canada                       | 9      | 0 | 2 | 0 | 2 | 1 | 1 | 0 | 0 | 2 | 1  | N.D. |

Classifica
| Squadre                      | G | V | P | PF | PS |
| ---------------------------- | - | - | - | -- | -- |
| Corea del Sud                | 9 | 8 | 1 | 75 | 44 |
| Svezia                       | 9 | 7 | 2 | 64 | 48 |
| Gran Bretagna                | 9 | 6 | 3 | 61 | 56 |
| Giappone                     | 9 | 5 | 4 | 59 | 55 |
| Cina                         | 9 | 4 | 5 | 57 | 65 |
| Canada                       | 9 | 4 | 5 | 68 | 59 |
| Svizzera                     | 9 | 4 | 5 | 60 | 55 |
| Stati Uniti                  | 9 | 4 | 5 | 56 | 65 |
| Atleti Olimpici dalla Russia | 9 | 2 | 7 | 45 | 76 |
| Danimarca                    | 9 | 1 | 8 | 50 | 72 |

### Torneo misto
La Russia ha diritto a partecipare al torneo misto di curling per aver raggiunto una tra le prime sette posizioni nel ranking per la qualificazione alle Olimpiadi..
| Atleti Olimpici dalla Russia                               |
| ---------------------------------------------------------- |
| Donna: Anastasija Bryzgalova Uomo: Aleksandr Krušel'nickij |

#### Robin round
Risultati
| Sessione | Squadre                      | Finale | 1 | 2 | 3 | 4 | 5 | 6 | 7 | 8 | EE   |
| -------- | ---------------------------- | ------ | - | - | - | - | - | - | - | - | ---- |
| 1        | Stati Uniti                  | 9      | 3 | 0 | 1 | 1 | 2 | 0 | 2 | X | N.D. |
| 1        | Atleti Olimpici dalla Russia | 3      | 0 | 2 | 0 | 0 | 0 | 1 | 0 | X | N.D. |
| 2        | Atleti Olimpici dalla Russia | 4      | 0 | 1 | 0 | 1 | 1 | 0 | 0 | 1 | N.D. |
| 2        | Norvegia                     | 3      | 0 | 0 | 1 | 0 | 0 | 1 | 1 | 0 | N.D. |
| 3        | Atleti Olimpici dalla Russia | 7      | 0 | 0 | 4 | 0 | 1 | 2 | 0 | X | N.D. |
| 3        | Finlandia                    | 5      | 2 | 1 | 0 | 1 | 0 | 0 | 1 | X | N.D. |
| 4        | Cina                         | 5      | 0 | 0 | 0 | 3 | 0 | 0 | 1 | 1 | 0    |
| 4        | Atleti Olimpici dalla Russia | 6      | 1 | 1 | 1 | 0 | 1 | 1 | 0 | 0 | 1    |
| 5        | Corea del Sud                | 5      | 1 | 0 | 1 | 0 | 0 | 1 | 0 | 2 | 0    |
| 5        | Atleti Olimpici dalla Russia | 6      | 0 | 1 | 0 | 2 | 1 | 0 | 1 | 0 | 1    |
| 6        | Atleti Olimpici dalla Russia | 2      | 0 | 0 | 1 | 0 | 1 | 0 | X | X | N.D. |
| 6        | Canada                       | 8      | 3 | 1 | 0 | 2 | 0 | 2 | X | X | N.D. |
| 7        | Svizzera                     | 9      | 0 | 2 | 0 | 0 | 2 | 2 | 0 | 3 | N.D. |
| 7        | Atleti Olimpici dalla Russia | 8      | 2 | 0 | 4 | 1 | 0 | 0 | 1 | 0 | N.D. |

Classifica
| Squadre                      | G | V | P | PF | PS |
| ---------------------------- | - | - | - | -- | -- |
| Canada                       | 7 | 6 | 1 | 52 | 26 |
| Svizzera                     | 7 | 5 | 2 | 45 | 33 |
| Atleti Olimpici dalla Russia | 7 | 4 | 3 | 36 | 44 |
| Norvegia                     | 7 | 4 | 3 | 39 | 43 |
| Cina                         | 7 | 4 | 3 | 47 | 42 |
| Corea del Sud                | 7 | 2 | 5 | 42 | 47 |
| Stati Uniti                  | 7 | 2 | 5 | 37 | 43 |
| Finlandia                    | 7 | 1 | 6 | 35 | 53 |
| Atleti Olimpici dalla Russia | 9 | 2 | 7 | 45 | 76 |
| Danimarca                    | 9 | 1 | 8 | 50 | 72 |

#### Semifinali
| Squadra                      | Finale | 1 | 2 | 3 | 4 | 5 | 6 | 7 | 8 | 9    |
| ---------------------------- | ------ | - | - | - | - | - | - | - | - | ---- |
| Svizzera                     | 7      | 2 | 0 | 1 | 1 | 0 | 0 | 2 | 1 | N.D. |
| Atleti Olimpici dalla Russia | 5      | 0 | 2 | 0 | 0 | 2 | 1 | 0 | 0 | N.D. |

#### Finale 3º posto
| Squadra                      | Finale | 1 | 2 | 3 | 4 | 5 | 6 | 7 | 8 | 9    |
| ---------------------------- | ------ | - | - | - | - | - | - | - | - | ---- |
| Norvegia                     |        | 0 | 0 | 2 | 0 | 2 | 0 | 0 | 0 | N.D. |
| Atleti Olimpici dalla Russia | DSQ    | 2 | 1 | 0 | 2 | 0 | 1 | 1 | 1 | N.D. |

## Hockey su ghiaccio

### Torneo maschile
La Russia ha diritto a partecipare al torneo maschile di hockey su ghiaccio per aver raggiunto la seconda posizione nel ranking IIHF nel 2016.

#### Fase a gironi
| Gangneung 14 febbraio 2018, ore 21:10 UTC+9 | Slovacchia                   | 3 – 2 (2-2; 0-0; 1-0) referto | Atleti Olimpici dalla Russia | Centro hockey di Gangneung (4 025 spett.)\| Arbitri: \| Brett Iverson Aleksi Rantala \| |
| Arbitri:                                    | Brett Iverson Aleksi Rantala |                               |                              |                                                                                         |

| Gangneung 16 febbraio 2018, ore 16:40 UTC+9 | Atleti Olimpici dalla Russia | 8 – 2 (2-0; 4-1; 2-1) referto | Slovenia | Centro hockey di Gangneung (6 018 spett.)\| Arbitri: \| Mark Lemelin Daniel Stricker \| |
| Arbitri:                                    | Mark Lemelin Daniel Stricker |                               |          |                                                                                         |

| Gangneung 17 febbraio 2018, ore 21:10 UTC+9 | Atleti Olimpici dalla Russia | 4 – 0 (1-0; 2-0; 1-0) referto | Stati Uniti | Centro hockey di Gangneung (6 473 spett.)\| Arbitri: \| Jozef Kubus Linus Ohlund \| |
| Arbitri:                                    | Jozef Kubus Linus Ohlund     |                               |             |                                                                                     |

Classifica
| Pos. | Nazionale                    | Pt | G | V | VOT | POT | P | GF | GS | DR |
| ---- | ---------------------------- | -- | - | - | --- | --- | - | -- | -- | -- |
| 1.   | Atleti Olimpici dalla Russia | 6  | 3 | 2 | 0   | 0   | 1 | 14 | 5  | +9 |
| 2.   | Slovenia                     | 4  | 3 | 0 | 2   | 0   | 1 | 8  | 12 | -4 |
| 3.   | Stati Uniti                  | 4  | 3 | 1 | 0   | 1   | 1 | 4  | 8  | -4 |
| 4.   | Slovacchia                   | 4  | 3 | 1 | 0   | 1   | 1 | 6  | 7  | -1 |

#### Fase a eliminazione diretta
Quarti di finale
| Gangneung 21 febbraio 2018, ore 16:40 UTC+9 | Atleti Olimpici dalla Russia | 6 – 1 (3-0; 2-1; 1-0) referto | Norvegia | Centro hockey di Gangneung (3 553 spett.)\| Arbitri: \| Jan Hribik Timothy Mayer \| |
| Arbitri:                                    | Jan Hribik Timothy Mayer     |                               |          |                                                                                     |

Semifinali
| Gangneung 23 febbraio 2018, ore 16:40 UTC+9 | Rep. Ceca                  | 0 – 3 (0-0; 0-2; 0-1) referto | Atleti Olimpici dalla Russia | Centro hockey di Gangneung (4 330 spett.)\| Arbitri: \| Brett Iverson Mark Lemenin \| |
| Arbitri:                                    | Brett Iverson Mark Lemenin |                               |                              |                                                                                       |

Finale
| Gangneung 25 febbraio 2018, ore 13:10 UTC+9 | Atleti Olimpici dalla Russia | 4 – 3 (1-0; 0-1; 2-2; 1-0) referto | Germania | Centro hockey di Gangneung (5 075 spett.)\| Arbitri: \| Mark Lemenin Aleksi Rantala \| |
| Arbitri:                                    | Mark Lemenin Aleksi Rantala  |                                    |          |                                                                                        |

### Torneo femminile
La Russia ha diritto a partecipare al torneo femminile di hockey su ghiaccio in seguito per aver raggiunto la quarta posizione nel ranking IIHF nel 2016.

#### Prima fase
| Gangneung 11 febbraio 2018, ore 21:10 UTC+9 | Canada | 5 – 0 | Atleti Olimpici dalla Russia | Centro hockey di Kwandong |

| Gangneung 13 febbraio 2018, ore 21:10 UTC+9 | Stati Uniti | 5 – 0 | Atleti Olimpici dalla Russia | Centro hockey di Kwandong |

| Gangneung 15 febbraio 2018, ore 16:40 UTC+9 | Atleti Olimpici dalla Russia | 1 – 5 | Finlandia | Centro hockey di Kwandong |

Classifica
| Pos. | Nazionale                    | Pt | G | V | VOT | POT | P | GF | GS | DR  |
| ---- | ---------------------------- | -- | - | - | --- | --- | - | -- | -- | --- |
| 1.   | Canada                       | 9  | 3 | 3 | 0   | 0   | 0 | 11 | 2  | +9  |
| 2.   | Stati Uniti                  | 6  | 3 | 2 | 0   | 0   | 1 | 9  | 3  | +6  |
| 3.   | Finlandia                    | 3  | 3 | 1 | 0   | 0   | 2 | 7  | 8  | -1  |
| 4.   | Atleti Olimpici dalla Russia | 0  | 3 | 0 | 0   | 0   | 3 | 1  | 15 | -14 |

#### Fase a eliminazione diretta
Quarti di finale
| Gangneung 17 febbraio 2018, ore 12:10 UTC+9 | Atleti Olimpici dalla Russia | 6 – 2 | Svizzera | Centro hockey di Kwandong |

Semifinali
| Gangneung 19 febbraio 2018, ore 21:10 UTC+9 | Canada | 5 – 0 | Atleti Olimpici dalla Russia | Centro hockey di Kwandong |

Finale 3º posto
| Gangneung 21 febbraio 2018, ore 16:40 UTC+9 | Finlandia | 3 – 2 | Atleti Olimpici dalla Russia | Centro hockey di Kwandong |

## Pattinaggio di figura
La Russia ha qualificato nel pattinaggio di figura quindici atleti, sette uomini e otto donne, in seguito ai Campionati mondiali di pattinaggio di figura 2017.
| Gara      | Atleta                                | Programma corto | Programma corto | Programma libero | Programma libero | Totale | Totale    |
| Gara      | Atleta                                | Punti           | Posizione       | Punti            | Posizione        | Punti  | Posizione |
| --------- | ------------------------------------- | --------------- | --------------- | ---------------- | ---------------- | ------ | --------- |
| Maschile  | Michail Koljada                       | 86.69           | 8ª              | 177.56           | 7ª               | 264.25 | 8ª        |
| Maschile  | Dmitrij Aliev                         | 98.98           | 5ª              | 168.53           | 13ª              | 267.51 | 7ª        |
| Femminile | Evgenija Medvedeva                    | 81.61           | 2ª              | 156.65           | 1ª               | 238.26 |           |
| Femminile | Alina Zagitova                        | 82.92           | 1ª              | 156.65           | 2ª               | 239.57 |           |
| Femminile | Marija Sotskova                       | 74.35           | 8ª              | 134.24           | 7ª               | 198.10 | 8ª        |
| Coppie    | Kristina Astachova / Aleksej Rogonov  | 70.52           | 10ª             | 123.93           | 13ª              | 194.45 | 12ª       |
| Coppie    | Evgenija Tarasova / Vladimir Morozov  | 81.68           | 2ª              | 143.25           | 4ª               | 224.93 | 4ª        |
| Coppie    | Natal'ja Zabijako / Aleksandr Ėnbert  | 74.35           | 8ª              | 138.53           | 7ª               | 212.88 | 7ª        |
| Danza     | Ekaterina Bobrova / Dmitrij Solov'ëv  | 75.47           | 6ª              | 111.45           | 4ª               | 186.92 | 5ª        |
| Danza     | Tiffani Zagorski / Jonathan Guerreiro | 66.47           | 13ª             | 95.77            | 14ª              | 162.24 | 13ª       |

Gara a squadre
| Gara   | Atleta                               | Programma corto | Programma corto | Programma libero | Programma libero | Totale | Totale    |
| Gara   | Atleta                               | Punti           | Posizione       | Punti            | Posizione        | Punti  | Posizione |
| ------ | ------------------------------------ | --------------- | --------------- | ---------------- | ---------------- | ------ | --------- |
| Uomini | Michail Koljada                      | 3               | 9ª              | 9                | 2ª               | 66     |           |
| Donne  | Evgenija Medvedeva                   | 10              | 1ª              | -                | -                | 66     |           |
| Donne  | Alina Zagitova                       | -               | -               | 10               | 1ª               | 66     |           |
| Coppie | Evgenija Tarasova / Vladimir Morozov | 10              | 1ª              | -                | -                | 66     |           |
| Coppie | Natal'ja Zabijako / Aleksandr Ėnbert | -               | -               | 8                | 3ª               | 66     |           |
| Danza  | Ekaterina Bobrova / Dmitrij Solov'ëv | 8               | 3ª              | 8                | 3ª               | 66     |           |

## Pattinaggio di velocità
| Gara   | Atleta            | Tempo   | Posizione |
| ------ | ----------------- | ------- | --------- |
| 500 m  | Angelina Golikova | 37"62   | 7ª        |
| 1000 m | Angelina Golikova | 1'16"85 | 22ª       |
| 3000 m | Natal'ja Voronina | 4'05"85 | 10ª       |
| 5000 m | Natal'ja Voronina | 6'53"98 |           |

| Gara   | Atleta          | Tempo   | Tempo   | Tempo   | Posizione |
| ------ | --------------- | ------- | ------- | ------- | --------- |
| 1500 m | Sergej Trofimov | 1'46"69 | 1'46"69 | 1'46"69 | 18º       |

## Salto con gli sci
La Russia aveva qualificato nel salto con gli sci nove atleti, quattro donne e cinque uomini, tuttavia decise di rinunciare a una quota maschile, portando soltanto quattro saltatori.

### Donne
| Gara               | Atleta                 | Primo salto | Primo salto | Primo salto | Secondo salto | Secondo salto | Secondo salto | Punti totali | Posizione |
| Gara               | Atleta                 | Lunghezza   | Punti       | Pos.        | Lunghezza     | Punti         | Pos.          | Punti totali | Posizione |
| ------------------ | ---------------------- | ----------- | ----------- | ----------- | ------------- | ------------- | ------------- | ------------ | --------- |
| Trampolino normale | Irina Avvakumova       | 99,0 m      | 114,7       | 4ª          | 102,0 m       | 116,0         | 5ª            | 230,7        | 4ª        |
| Trampolino normale | Anastasija Barannikova | 88,0 m      | 83,7        | 17ª         | 65,3 m        | 112,6         | 29ª           | 149,0        | 27ª       |
| Trampolino normale | Aleksandra Kustova     | 85,0 m      | 77,3        | 21ª         | 85,5 m        | 75,0          | 28ª           | 152,3        | 24ª       |
| Trampolino normale | Sof'ja Tichonova       | 86,5 m      | 75,0        | 24ª         | 86,0 m        | 75,8          | 25ª           | 150,8        | 25ª       |

### Uomini
| Gara               | Atleta                                                        | Qualificazioni | Qualificazioni | Qualificazioni | Finale                          | Finale      | Finale      | Finale                          | Finale          | Finale          | Finale          | Finale          |
| Gara               | Atleta                                                        | Qualificazioni | Qualificazioni | Qualificazioni | Primo salto                     | Primo salto | Primo salto | Secondo salto                   | Secondo salto   | Secondo salto   | Punti totali    | Posizione       |
| Gara               | Atleta                                                        | Lunghezza      | Punti          | Pos.           | Lunghezza                       | Punti       | Pos.        | Lunghezza                       | Punti           | Pos.            | Punti totali    | Posizione       |
| ------------------ | ------------------------------------------------------------- | -------------- | -------------- | -------------- | ------------------------------- | ----------- | ----------- | ------------------------------- | --------------- | --------------- | --------------- | --------------- |
| Trampolino normale | Evgenij Klimov                                                | 102,0 m        | 121,4          | 12º Q          | 94,5 m                          | 99,0        | 30º         | 81,5 m                          | 69,2            | 30º             | 168,2           | 30º             |
| Trampolino normale | Denis Kornilov                                                | 94,5 m         | 107,2          | 28º Q          | 107,5 m                         | 113,9       | 16º         | 96,5 m                          | 95,7            | 28º             | 209,6           | 24º             |
| Trampolino normale | Michail Nazarov                                               | 88,5 m         | 93,7           | 41º Q          | 94,5 m                          | 92,1        | 34º         | non qualificato                 | non qualificato | non qualificato | non qualificato | non qualificato |
| Trampolino normale | Aleksej Romašov                                               | 90,0 m         | 98,5           | 34º Q          | 94,0 m                          | 91,7        | 37º         | non qualificato                 | non qualificato | non qualificato | non qualificato | non qualificato |
| Trampolino lungo   | Evgenij Klimov                                                | 136,0 m        | 111,8          | 16º Q          | 125,0 m                         | 116,4       | 24º         | 118,0 m                         | 104,2           | 26º             | 220,6           | 26º             |
| Trampolino lungo   | Denis Kornilov                                                | 129,0 m        | 101,7          | 26º Q          | 122,5 m                         | 111,2       | 29º         | 110,5 m                         | 85,1            | 30º             | 196,3           | 30º             |
| Trampolino lungo   | Michail Nazarov                                               | 122,0 m        | 92,3           | 33º Q          | 120,0 m                         | 103,4       | 39º         | non qualificato                 | non qualificato | non qualificato | non qualificato | non qualificato |
| Trampolino lungo   | Aleksej Romašov                                               | 136,0 m        | 108,9          | 21º Q          | 119,0 m                         | 99,8        | 42º         | non qualificato                 | non qualificato | non qualificato | non qualificato | non qualificato |
| Gara a squadre     | Aleksej Romašov Denis Kornilov Michail Nazarov Evgenij Klimov | N.D.           | N.D.           | N.D.           | 117,5 m 122,0 m 115,0 m 123,0 m | 409,6       | 7ª          | 114,0 m 121,5 m 115,5 m 122,0 m | 400,2           | 7ª              | 809,8           | 7ª              |

## Sci alpino

### Uomini
| Gara            | Atleta               | Tempo     | Tempo     | Tempo   | Posizione |
| Gara            | Atleta               | 1ª manche | 2ª manche | Totale  | Posizione |
| --------------- | -------------------- | --------- | --------- | ------- | --------- |
| Slalom speciale | Aleksandr Chorošilov | 49"72     | 51"01     | 1'40"73 | 17º       |
| Slalom speciale | Ivan Kuznecov        | DNF       | DNF       | DNF     | DNF       |
| Slalom gigante  | Ivan Kuznecov        | DNF       | DNF       | DNF     | DNF       |
| Combinata       | Pavel Trichičev      | DNF       | DNF       | DNF     | DNF       |

### Donne
| Gara            | Atleta               | Tempo     | Tempo     | Tempo   | Posizione |
| Gara            | Atleta               | 1ª manche | 2ª manche | Totale  | Posizione |
| --------------- | -------------------- | --------- | --------- | ------- | --------- |
| Slalom speciale | Ekaterina Tkachenko  | 53"22     | 53"33     | 1'46"55 | 32ª       |
| Slalom gigante  | Anastasiia Silanteva | 1'15"67   | 1'12"28   | 2'27"95 | 30ª       |

### Misto
| Gara           | Atleti                                                                      | Ottavi di finale | Quarti di finale | Semifinali      | Finale          |
| -------------- | --------------------------------------------------------------------------- | ---------------- | ---------------- | --------------- | --------------- |
| Gara a squadre | Aleksandr Chorošilov Ivan Kuznecov Anastasiia Silanteva Ekaterina Tkachenko | Norvegia P 0-4   | non qualificati  | non qualificati | non qualificati |

## Sci di fondo
La Russia ha qualificato nello sci di fondo un totale di dodici atleti, sette uomini e cinque donne.

### Donne
| Gara      | Atleta             | Qualificazioni   | Qualificazioni   | Quarti di finale | Quarti di finale | Semifinali      | Semifinali      | Finale          | Finale          |
| Gara      | Atleta             | Tempo            | Posizione        | Tempo            | Posizione        | Tempo           | Posizione       | Tempo           | Posizione       |
| --------- | ------------------ | ---------------- | ---------------- | ---------------- | ---------------- | --------------- | --------------- | --------------- | --------------- |
| Sprint    | Julija Belorukova  | 3'18"26          | 15ª Q            | 3'14"29          | 1ª Q             | 3'10"12         | 1ª Q            | 3'07"21         |                 |
| Sprint    | Natal'ja Neprjaeva | 3'15"65          | 6ª Q             | 3'11"78          | 1ª Q             | 3'10"72         | 3ª LL           | 3'12"98         | 4ª              |
| Sprint    | Alisa Žambalova    | 3'31"53          | 44ª              | non qualificata  | non qualificata  | non qualificata | non qualificata | non qualificata | non qualificata |
| Gara      | Atleta             | Tempo gara unica | Tempo gara unica | Tempo gara unica | Tempo gara unica | Posizione       | Posizione       | Posizione       | Posizione       |
| Skiathlon | Julija Belorukova  | 42:51.0          | 42:51.0          | 42:51.0          | 42:51.0          | 18ª             | 18ª             | 18ª             | 18ª             |
| Skiathlon | Natal'ja Neprjaeva | 41:17.9          | 41:17.9          | 41:17.9          | 41:17.9          | 8ª              | 8ª              | 8ª              | 8ª              |
| Skiathlon | Anastasija Sedova  | 41:57.7          | 41:57.7          | 41:57.7          | 41:57.7          | 12ª             | 12ª             | 12ª             | 12ª             |
| Skiathlon | Alisa Žambalova    | 42:59.1          | 42:59.1          | 42:59.1          | 42:59.1          | 21ª             | 21ª             | 21ª             | 21ª             |

### Uomini
| Gara      | Atleta               | Qualificazioni   | Qualificazioni   | Quarti di finale | Quarti di finale | Semifinali      | Semifinali      | Finale          | Finale          |
| Gara      | Atleta               | Tempo            | Posizione        | Tempo            | Posizione        | Tempo           | Posizione       | Tempo           | Posizione       |
| --------- | -------------------- | ---------------- | ---------------- | ---------------- | ---------------- | --------------- | --------------- | --------------- | --------------- |
| Sprint    | Aleksandr Bol'šunov  | 3'10"20          | 3º Q             | 3'08"45          | 1º Q             | 3'06"63         | 3º q            | 3'07"11         |                 |
| Sprint    | Andrej Mel'ničenko   | 3'22"27          | 48º              | non qualificato  | non qualificato  | non qualificato | non qualificato | non qualificato | non qualificato |
| Sprint    | Aleksandr Panžinskij | 3'11"63          | 6º Q             | 3'11"15          | 4º q             | 3'19"05         | 6º              | non qualificato | non qualificato |
| Sprint    | Aleksej Vicenko      | 3'14"56          | 14º Q            | 3'30"72          | 5º               | non qualificato | non qualificato | non qualificato | non qualificato |
| Gara      | Atleta               | Tempo gara unica | Tempo gara unica | Tempo gara unica | Tempo gara unica | Posizione       | Posizione       | Posizione       | Posizione       |
| Skiathlon | Andrej Larkov        | 1h18'50"6        | 1h18'50"6        | 1h18'50"6        | 1h18'50"6        | 30º             | 30º             | 30º             | 30º             |
| Skiathlon | Andrej Mel'ničenko   | 1h18'50"5        | 1h18'50"5        | 1h18'50"5        | 1h18'50"5        | 29º             | 29º             | 29º             | 29º             |
| Skiathlon | Denis Spicov         | 1h16'32"7        | 1h16'32"7        | 1h16'32"7        | 1h16'32"7        | 4º              | 4º              | 4º              | 4º              |
| Skiathlon | Aleksej Vicenko      | 1h18'02"2        | 1h18'02"2        | 1h18'02"2        | 1h18'02"2        | 23º             | 23º             | 23º             | 23º             |

## Sci freestyle
La Russia ha qualificato nello sci ventidue atleti, dodici donne e dieci uomini.

### Gobbe
| Atleta               | Evento    | Qualificazione | Qualificazione | Qualificazione | Qualificazione | Qualificazione | Qualificazione | Qualificazione | Qualificazione | Finale | Finale | Finale | Finale    | Finale          | Finale          | Finale          | Finale          | Finale          | Finale          | Finale          | Finale          |
| Atleta               | Evento    | Run 1          | Run 1          | Run 1          | Run 1          | Run 2          | Run 2          | Run 2          | Run 2          | Run 1  | Run 1  | Run 1  | Run 1     | Run 2           | Run 2           | Run 2           | Run 2           | Run 3           | Run 3           | Run 3           | Run 3           |
| Atleta               | Evento    | Tempo          | Punti          | Totale         | Posizione      | Tempo          | Punti          | Totale         | Posizione      | Tempo  | Punti  | Totale | Posizione | Tempo           | Punti           | Totale          | Posizione       | Tempo           | Punti           | Totale          | Posizione       |
| -------------------- | --------- | -------------- | -------------- | -------------- | -------------- | -------------- | -------------- | -------------- | -------------- | ------ | ------ | ------ | --------- | --------------- | --------------- | --------------- | --------------- | --------------- | --------------- | --------------- | --------------- |
| Alexandr Smyshlyaev  | Maschile  | 24.78          | 65.61          | 83.93          | 2 Q            | Bye            | Bye            | Bye            | Bye            | 25.49  | 60.18  | 74.57  | 15        | non qualificato | non qualificato | non qualificato | non qualificato | non qualificato | non qualificato | non qualificato | non qualificato |
| Marika Pertakhiya    | Femminile | 30.37          | 56.65          | 70.43          | 12             | 36.98          | 24.59          | 30.92          | 7 Q            | 30.52  | 58.04  | 71.65  | 16        | non qualificata | non qualificata | non qualificata | non qualificata | non qualificata | non qualificata | non qualificata | non qualificata |
| Regina Rakhimova     | Femminile | 31.74          | 59.54          | 71.77          | 11             | 31.95          | 60.82          | 72.82          | 4 Q            | 30.92  | 60.42  | 73.58  | 11 Q      | 30.87           | 60.34           | 73.55           | 10              | non qualificata | non qualificata | non qualificata | non qualificata |
| Ekaterina Stolyarova | Femminile | 30.82          | 54.42          | 67.69          | 20             | 30.63          | 59.92          | 73.40          | 2 Q            | 30.52  | 59.62  | 73.23  | 12 Q      | 30.48           | 59.09           | 72.74           | 11              | non qualificata | non qualificata | non qualificata | non qualificata |

### Halfpipe
| Atleta            | Evento    | Qualificazione | Qualificazione | Qualificazione | Qualificazione | Finale          | Finale          | Finale          | Finale          | Finale          |
| Atleta            | Evento    | Run 1          | Run 2          | Migliore       | Posizione      | Run 1           | Run 2           | Run 3           | Migliore        | Posizione       |
| ----------------- | --------- | -------------- | -------------- | -------------- | -------------- | --------------- | --------------- | --------------- | --------------- | --------------- |
| Pavel Chupa       | Maschile  | 46.80          | 25.80          | 46.80          | 24             | non qualificata | non qualificata | non qualificata | non qualificata | non qualificata |
| Valeriya Demidova | Femminile | 71.00          | 73.60          | 73.60          | 10 Q           | 79.00           | 80.60           | 77.60           | 80.60           | 5               |

### Salti
| Atleta               | Evento    | Qualificazione | Qualificazione | Qualificazione | Qualificazione | Finale          | Finale          | Finale          | Finale          | Finale          | Finale          |
| Atleta               | Evento    | Salto 1        | Salto 1        | Salto 2        | Salto 2        | Salto 1         | Salto 1         | Salto 2         | Salto 2         | Salto 3         | Salto 3         |
| Atleta               | Evento    | Punti          | Posizione      | Punti          | Posizione      | Punti           | Posizione       | Punti           | Posizione       | Punti           | Posizione       |
| -------------------- | --------- | -------------- | -------------- | -------------- | -------------- | --------------- | --------------- | --------------- | --------------- | --------------- | --------------- |
| Ilya Burov           | Maschile  | 123.98         | 8              | 126.55         | 1 Q            | 122.13          | 6 Q             | 123.53          | 6 Q             | 122.17          |                 |
| Maxim Burov          | Maschile  | 117.65         | 12             | 116.37         | 9              | non qualificato | non qualificato | non qualificato | non qualificato | non qualificato | non qualificato |
| Pavel Krotov         | Maschile  | 124.89         | 5 QF           | Bye            | Bye            | 126.11          | 2 Q             | 124.89          | 5 Q             | 103.17          | 4               |
| Stanislav Nikitin    | Maschile  | 70.59          | 25             | 111.06         | 12             | non qualificato | non qualificato | non qualificato | non qualificato | non qualificato | non qualificato |
| Alina Gridneva       | Femminile | 60.16          | 20             | 60.98          | 15             | non qualificata | non qualificata | non qualificata | non qualificata | non qualificata | non qualificata |
| Liubov Nikitina      | Femminile | 88.83          | 8              | 84.24          | 4 Q            | 85.68           | 7 Q             | 80.01           | 7               | non qualificata | non qualificata |
| Alexandra Orlova     | Femminile | 102.22         | 1 QF           | Bye            | Bye            | 89.28           | 5 Q             | 61.25           | 8               | non qualificata | non qualificata |
| Kristina Spiridonova | Femminile | 97.64          | 4 QF           | Bye            | Bye            | 57.64           | 11              | non qualificata | non qualificata | non qualificata | non qualificata |

## Short track
La Russia ha qualificato nello short track un totale di dieci atleti, cinque per genere.

### Uomini
| Gara   | Atleta              | Batterie | Batterie  | Quarti di finale | Quarti di finale | Semifinali      | Semifinali      | Finale          | Finale          |
| Gara   | Atleta              | Tempo    | Posizione | Tempo            | Posizione        | Tempo           | Posizione       | Tempo           | Posizione       |
| ------ | ------------------- | -------- | --------- | ---------------- | ---------------- | --------------- | --------------- | --------------- | --------------- |
| 500 m  | Semën Elistratov    | 40"869   | 3º        | non qualificato  | non qualificato  | non qualificato | non qualificato | non qualificato | non qualificato |
| 500 m  | Pavel Sitnikov      | DSQ      | DSQ       | non qualificato  | non qualificato  | non qualificato | non qualificato | non qualificato | non qualificato |
| 500 m  | Aleksandr Šul'ginov | 40"585   | 2º Q      | 54"498           | 4º               | non qualificato | non qualificato | non qualificato | non qualificato |
| 1000 m | Semën Elistratov    | 1'23"979 | 2º Q      | 1'23"893         | 1º Q             | 1'26"773        | 4º QB           | 1'27"621        | 6º              |
| 1000 m | Pavel Sitnikov      | DSQ      | DSQ       | non qualificato  | non qualificato  | non qualificato | non qualificato | non qualificato | non qualificato |
| 1000 m | Aleksandr Šul'ginov | 1'31"133 | 4º        | non qualificato  | non qualificato  | non qualificato | non qualificato | non qualificato | non qualificato |
| 1500 m | Semën Elistratov    | 2'13"087 | 3º Q      | N.D.             | N.D.             | 2'11"003        | 1º Q            | 2'10"687        |                 |
| 1500 m | Pavel Sitnikov      | 2'33"653 | 4º        | N.D.             | N.D.             | non qualificato | non qualificato | non qualificato | non qualificato |
| 1500 m | Aleksandr Šul'ginov | 2'19"308 | 6º        | N.D.             | N.D.             | non qualificato | non qualificato | non qualificato | non qualificato |

### Donne
| Gara             | Atleta                                                                          | Batterie | Batterie  | Quarti di finale | Quarti di finale | Semifinali      | Semifinali      | Finale          | Finale          |
| Gara             | Atleta                                                                          | Tempo    | Posizione | Tempo            | Posizione        | Tempo           | Posizione       | Tempo           | Posizione       |
| ---------------- | ------------------------------------------------------------------------------- | -------- | --------- | ---------------- | ---------------- | --------------- | --------------- | --------------- | --------------- |
| 500 m            | Emina Malagich                                                                  | 56"830   | 3ª        | non qualificata  | non qualificata  | non qualificata | non qualificata | non qualificata | non qualificata |
| 500 m            | Sof'ja Prosvirnova                                                              | 43"376   | 1ª Q      | 43"466           | 1ª Q             | 43"219          | 3ª QB           | -               | 5ª              |
| 1000 m           | Ekaterina Efremenkova                                                           | 1'29"598 | 2ª Q      | 1'29"466         | 3ª               | non qualificata | non qualificata | non qualificata | non qualificata |
| 1000 m           | Sof'ja Prosvirnova                                                              | DSQ      | DSQ       | non qualificata  | non qualificata  | non qualificata | non qualificata | non qualificata | non qualificata |
| 1500 m           | Ekaterina Efremenkova                                                           | DSQ      | DSQ       | N.D.             | N.D.             | non qualificata | non qualificata | non qualificata | non qualificata |
| 1500 m           | Sof'ja Prosvirnova                                                              | 2'25"533 | 4ª        | N.D.             | N.D.             | non qualificata | non qualificata | non qualificata | non qualificata |
| 3000 m staffetta | Ekaterina Konstantinova Emina Malagich Sof'ja Prosvirnova Ekaterina Efremenkova | N.D.     | N.D.      | N.D.             | N.D.             | 4'21"973        | 4ª QB           | 4'08"838        | 5ª              |

### Ski cross
| Atleta                | Evento    | Qualificazione | Qualificazione | Ottavi di finale | Quarti di finale | Semifinali      | Finale          |                 |
| Atleta                | Evento    | Tempo          | Posizione      | Posizione        | Posizione        | Posizione       | Posizione       |                 |
| --------------------- | --------- | -------------- | -------------- | ---------------- | ---------------- | --------------- | --------------- | --------------- |
| Semen Denshchikov     | Maschile  | 1:10.86        | 27             | 2 Q              | 3                | non qualificato | non qualificato | non qualificato |
| Egor Korotkov         | Maschile  | 1:10.39        | 23             | 4                | non qualificato  | non qualificato | non qualificato | non qualificato |
| Igor Omelin           | Maschile  | 1:10.24        | 17             | 3                | non qualificato  | non qualificato | non qualificato | non qualificato |
| Sergej Ridzik         | Maschile  | 1:09.21        | 2              | 2 Q              | 1 Q              | 2 Q             |                 |                 |
| Anastasiia Chirtcova  | Femminile | 1:15.83        | 15             | 2 Q              | DNF              | non qualificata | non qualificata | non qualificata |
| Victoria Zavadovskaya | Femminile | 1:16.80        | 19             | 3                | non qualificata  | non qualificata | non qualificata | non qualificata |

### Slopestyle
| Atleta             | Evento    | Qualificazione | Qualificazione | Qualificazione | Qualificazione | Finale          | Finale          | Finale          | Finale          | Finale          |
| Atleta             | Evento    | Run 1          | Run 2          | Migliore       | Posizione      | Run 1           | Run 2           | Run 3           | Migliore        | Posizione       |
| ------------------ | --------- | -------------- | -------------- | -------------- | -------------- | --------------- | --------------- | --------------- | --------------- | --------------- |
| Lana Prusakova     | Femminile | 42.20          | 70.60          | 70.60          | 14             | non qualificata | non qualificata | non qualificata | non qualificata | non qualificata |
| Anastasia Tatalina | Femminile | 27.40          | 81.00          | 81.00          | 8 Q            | 29.30           | 51.20           | 13.00           | 51.20           | 12              |

## Skeleton
La Russia aveva qualificato nello skeleton cinque atleti, tre uomini e due donne. Successivamente la commissione del CIO che ha avuto il compito di formare la squadra per i Giochi ha selezionato due soli atleti nel singolo maschile e nessuna atleta in quello femminile, rinunciando così alle altre tre quote ottenute.
| Gara             | Atleta              | 1ª manche | 2ª manche | 3ª manche | 4ª manche | Totale  | Posizione |
| ---------------- | ------------------- | --------- | --------- | --------- | --------- | ------- | --------- |
| Singolo maschile | Vladislav Marčenkov | 51"27     | 51"49     | 51"05     | 51"37     | 3'25"18 | 15º       |
| Singolo maschile | Nikita Tregubov     | 50"59     | 50"50     | 50"53     | 50"56     | 3'22"18 |           |

## Slittino
La Russia ha qualificato nello slittino un totale di dieci atleti: tre nel singolo uomini, tre nel singolo donne e quattro nel doppio, ottenendo così anche l'ammissione nella gara a squadre. Successivamente la commissione del CIO che ha avuto il compito di formare la squadra per i Giochi ha selezionato una sola atleta nel singolo femminile, rinunciando così alle altre due quote ottenute.
| Gara              | Atleta                                                                | 1ª manche            | 2ª manche            | 3ª manche          | 4ª manche | Totale   | Posizione |
| ----------------- | --------------------------------------------------------------------- | -------------------- | -------------------- | ------------------ | --------- | -------- | --------- |
| Singolo femminile | Ekaterina Baturina                                                    | 47"122               | 46"700               | 46"675             | 47"122    | 3'07"619 | 15ª       |
| Singolo maschile  | Stepan Fëdorov                                                        | 48"035               | 47"936               | 47"755             | 47"882    | 3'11"608 | 13º       |
| Singolo maschile  | Semën Pavličenko                                                      | 48"337               | 47"923               | 47"716             | 47"883    | 3'11"859 | 14º       |
| Singolo maschile  | Roman Repilov                                                         | 47"776               | 47"740               | 47"948             | 47"644    | 3'11"108 | 8º        |
| Gara              | Atleta                                                                | 1ª manche            | 1ª manche            | 2ª manche          | 2ª manche | Totale   | Posizione |
| Doppio            | Andrej Bogdanov Andrej Medvedev                                       | 47"106               | 47"106               | 46"402             | 46"402    | 1'33"508 | 16º       |
| Doppio            | Aleksandr Denis'ev Vladislav Antonov                                  | 46"437               | 46"437               | 46"344             | 46"344    | 1'32"781 | 11º       |
| Gara              | Atleta                                                                | 1ª frazione sing. f. | 2ª frazione sing. m. | 3ª frazione doppio | Totale    | Totale   | Posizione |
| Gara a squadre    | Ekaterina Baturina Roman Repilov Aleksandr Denis'ev Vladislav Antonov | 47"523               | 48"615               | 49"211             | 2'25"349  | 2'25"349 | 7ª        |

## Snowboard

### Freestyle
| Atleta          | Evento               | Qualificazione | Qualificazione | Qualificazione | Qualificazione | Finale          | Finale          | Finale          | Finale          | Finale          |
| Atleta          | Evento               | Run 1          | Run 2          | Migliore       | Posizione      | Run 1           | Run 2           | Run 3           | Migliore        | Posizione       |
| --------------- | -------------------- | -------------- | -------------- | -------------- | -------------- | --------------- | --------------- | --------------- | --------------- | --------------- |
| Nikita Avtaneev | Halfpipe maschile    | 63.25          | 32.75          | 63.25          | 20             | non qualificato | non qualificato | non qualificato | non qualificato | non qualificato |
| Vlad Khadarin   | Big air maschile     | 83.75          | 79.25          | 83.75          | 11             | non qualificato | non qualificato | non qualificato | non qualificato | non qualificato |
| Vlad Khadarin   | Slopestyle maschile  | 23.05          | 64.16          | 64.16          | 11             | non qualificato | non qualificato | non qualificato | non qualificato | non qualificato |
| Anton Mamaev    | Big air maschile     | 29.00          | 42.75          | 42.75          | 16             | non qualificato | non qualificato | non qualificato | non qualificato | non qualificato |
| Sofya Fyodorova | Big air femminile    | 64.00          | 23.25          | 64.00          | 21             | non qualificata | non qualificata | non qualificata | non qualificata | non qualificata |
| Sofya Fyodorova | Slopestyle femminile | CAN            | CAN            | CAN            | CAN            | 27.53           | 65.73           | CAN             | 65.73           | 8               |

### Parallelo
| Atleta                | Evento                             | Qualificazione | Qualificazione | Ottavi di finale    | Quarti di finale | Semifinali      | Finale             | Finale          |
| Atleta                | Evento                             | Tempo          | Posizione      | Avversario          | Avversario       | Avversario      | Avversario         | Posizione       |
| --------------------- | ---------------------------------- | -------------- | -------------- | ------------------- | ---------------- | --------------- | ------------------ | --------------- |
| Dmitry Loginov        | Slalom gigante parallelo maschile  | 1:31.00        | 32             | non qualificato     | non qualificato  | non qualificato | non qualificato    | non qualificato |
| Dmitry Sarsembaev     | Slalom gigante parallelo maschile  | 1:25.74        | 14 Q           | Lee S-h P +0.54     | non qualificato  | non qualificato | non qualificato    | non qualificato |
| Andrey Sobolev        | Slalom gigante parallelo maschile  | 1:25.99        | 18             | non qualificato     | non qualificato  | non qualificato | non qualificato    | non qualificato |
| Vic Wild              | Slalom gigante parallelo maschile  | 1:25.51        | 9 Q            | Fischnaller P +0.93 | non qualificato  | non qualificato | non qualificato    | non qualificato |
| Milena Bykova         | Slalom gigante parallelo femminile | 1:33.09        | 9 Q            | Ulbing P +0.52      | non qualificata  | non qualificata | non qualificata    | non qualificata |
| Natalia Soboleva      | Slalom gigante parallelo femminile | 1:33.93        | 19             | non qualificata     | non qualificata  | non qualificata | non qualificata    | non qualificata |
| Ekaterina Tudegesheva | Slalom gigante parallelo femminile | 1:33.42        | 14 Q           | Jörg P +0.65        | non qualificata  | non qualificata | non qualificata    | non qualificata |
| Alëna Zavarzina       | Slalom gigante parallelo femminile | 1:30.16        | 2 Q            | Kotnik V -0.03      | Zogg V -1.88     | Jörg P DNF      | Hofmeister P +4.07 | 4               |

### Cross
| Atleta            | Evento                    | Qualificazioni | Qualificazioni | Ottavi di finale | Quarti di finale | Semifinali      | Finale          |                 |
| Atleta            | Evento                    | Tempo          | Posizione      | Ottavi di finale | Quarti di finale | Semifinali      | Finale          |                 |
| ----------------- | ------------------------- | -------------- | -------------- | ---------------- | ---------------- | --------------- | --------------- | --------------- |
| Daniil Dilman     | Snowboard cross maschile  | 1:15.40        | 31             | 4                | non qualificato  | non qualificato | non qualificato | non qualificato |
| Nikolay Olyunin   | Snowboard cross maschile  | 1:13.78        | 4              | 1 Q              | 1 Q              | DNF QB          | DNS             | 11              |
| Kristina Paul     | Snowboard cross femminile | 1:19.93        | 14             | N.D.             | 2 Q              | DNF QB          | DNF             | 12              |
| Mariya Vasiltsova | Snowboard cross femminile | 1:20.57        | 12             | N.D.             | DNF              | non qualificata | non qualificata | non qualificata |